# Naoki Kawaguchi
Naoki Kawaguchi (川口 尚紀?, Kawaguchi Naoki; Nagaoka, 24 maggio 1994) è un calciatore giapponese, difensore del Kashiwa Reysol.

## Palmarès

### Club

#### Competizioni nazionali
- J2 League: 1

Kashiwa Reysol: 2019